# 40 Budziszyński Pułk Artylerii
40 Budziszyński pułk artylerii (40 pa) – oddział Wojsk Rakietowych i Artylerii ludowego Wojska Polskiego.
W 1956 40 pułk artylerii lekkiej przeformowany został w 40 pułk artylerii. Oddział stacjonował w garnizonie Jarosław i wchodził w skład 9 Drezdeńskiej Dywizji Zmechanizowanej. W 1959 jednostka otrzymała nazwę wyróżniającą „Budziszyński” i sztandar. W 1988 pułk przeformowany został w 40 Ośrodek Materiałowo-Techniczny.

## Struktura organizacyjna
- dowództwo, sztab
- bateria dowodzenia
  - plutony: rozpoznania, łączności, topograficzno-rachunkowy, rozpoznania dźwiękowego
- dywizjon haubic 122 mm
- dywizjon haubic 152 mm
- pluton przeciwlotniczy
- kompanie: zaopatrzenia, remontowa, medyczna

Razem w pułku artylerii: 18 haubic 122 mm, 18 haubic 152 mm i 4 zestawy ZU-23-2.